# Pewsey Rural District
Pewsey Rural District was van 1894 tot en met 1974 een landelijk district in het graafschap Wiltshire. Het werd opgericht n.a.v. de Local Government Act 1894 en telde in 1961 16.991 inwoners en een oppervlakte van 307 km². In 1974 werd het n.a.v. de Local Government Act 1972 opgeheven en met Devizes (municipal borough), Marlborough (municipal borough), Devizes Rural District en Marlborough and Ramsbury Rural District samengevoegd in het nieuwe district Kennet.

## Bestuurlijke indeling
De volgende civil parishes maakten deel uit van Pewsey Rural District:
- Alton (vanaf 1934)
- Alton Priors (tot 1934)
- Burbage
- Charlton
- Chute
- Chute Forest
- Collingbourne Ducis
- Collingbourne Kingston
- Easton Royal
- Enford
- Everleigh
- Fittleton
- Huish
- Ludgershall
- Manningford (vanaf 1934)
- Manningford Abbots (tot 1934)[3]
- Manningford Bohune (tot 1934)[4]
- Manningford Bruce (tot 1934)[5]
- Milton Lilbourne
- Netheravon
- North Newnton
- North Tidworth
- Pewsey
- Rushall
- Upavon
- Wilcot
- Wilsford
- Woodborough
- Wootton Rivers